# San Cipriano (Entre Ríos)
San Cipriano é uma junta de governo da província de Entre Ríos, na Argentina.